# 마너와투왕거누이 지방

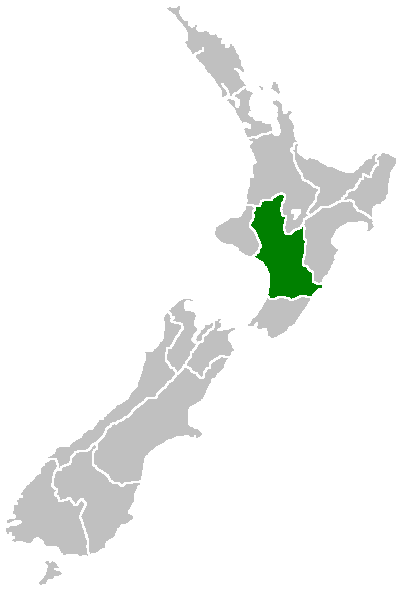
마너와투왕거누이 지방의 위치

마너와투왕거누이 지방(마오리어:Manawatu-Wanganui Region)은 뉴질랜드 북섬에 위치한 지역이다. 넓이는 22,215km2이고 인구는 2008년 기준 229,200명이다. 중심 도시는 파머스턴 노스와 왕가누이이다.

## 행정
마너와투왕거누이 지역은 10개의 군으로 구성된다.
- 루아페후
- 마너와투
- 왕가누이
- 호로웨누아
- 파머스턴 노스

다른 지방과 걸쳐 있는 것은 다음과 같다.
- 타라루아
- 랑이티케이
- 스트랫포드
- 와이토모
- 타우포

## 인구
| 연도  | 인구    | ±% p.a. |
| ----- | ------- | ------- |
| 1991  | 224,760 | —       |
| 1996  | 228,771 | +0.35%  |
| 2001  | 220,089 | −0.77%  |
| 2006  | 222,423 | +0.21%  |
| 2013  | 222,672 | +0.02%  |
| 2018  | 238,797 | +1.41%  |
| 출처: |         |         |